# 法兰西岛有轨电车2号线
法兰西岛有轨电车2号线（法語：Ligne 2 du tramway d'Île-de-France）是法兰西岛有轨电车第二条通车的线路, 于1997年启用. 本线北起巴黎西北郊, 经由拉德芳斯商业区, 沿塞纳河河谷向南, 到达巴黎西南角的凡尔赛门. 又称为"塞纳河谷有轨电车" (Tram Val de Seine).

## 历史
法兰西岛有轨电车2号线的前身是法国国铁 (SNCF) 属下的一条郊区铁路, 名叫穆里诺线 (Ligne des Moulineaux), 后来被地铁运营商巴黎大众运输公司 (RATP) 转变为有轨电车, 并转交RATP运营.

### 穆里诺线

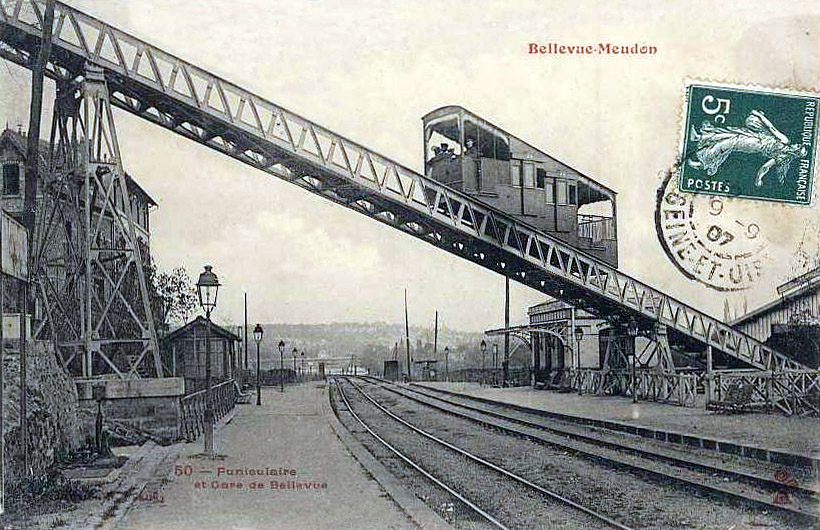
1900年代的穆里诺线, 线路上方是丽景山缆车 (Funiculaire de Bellevue)

1875年, 法国西铁公司 (Compagnie des chemins de fer de l'Ouest) 获许修建穆里诺线, 连接圣拉扎尔路网 (Saint-Lazare) 中的圣拉扎尔-凡尔赛右岸线 (Ligne Paris-Saint-Lazare - Versailles-Rive-Droite) 和巴黎左岸的战神广场 (Champ de Mars). 该线于1889年5月1日建成通车, 以迎接即将来临的1900年世博会. 该线路在圣拉扎尔线的皮托站 (Puteaux) 上沿塞纳河谷和山丘向南前行, 到达伊西穆里诺 (Issy-les-Moulineaux), 之后前往战神广场, 1900年又延长到荣军院 (Invalides). 不过, 次年荣军院-凡尔赛左岸线 (Ligne des Invalides - Versailles-Rive-Gauche) 开通, 伊西穆里诺和荣军院之间的路段移交给该线, 穆里诺线则止步于伊西穆里诺. 当时, 穆里诺线采用蒸汽机车, 一直到一战之前.

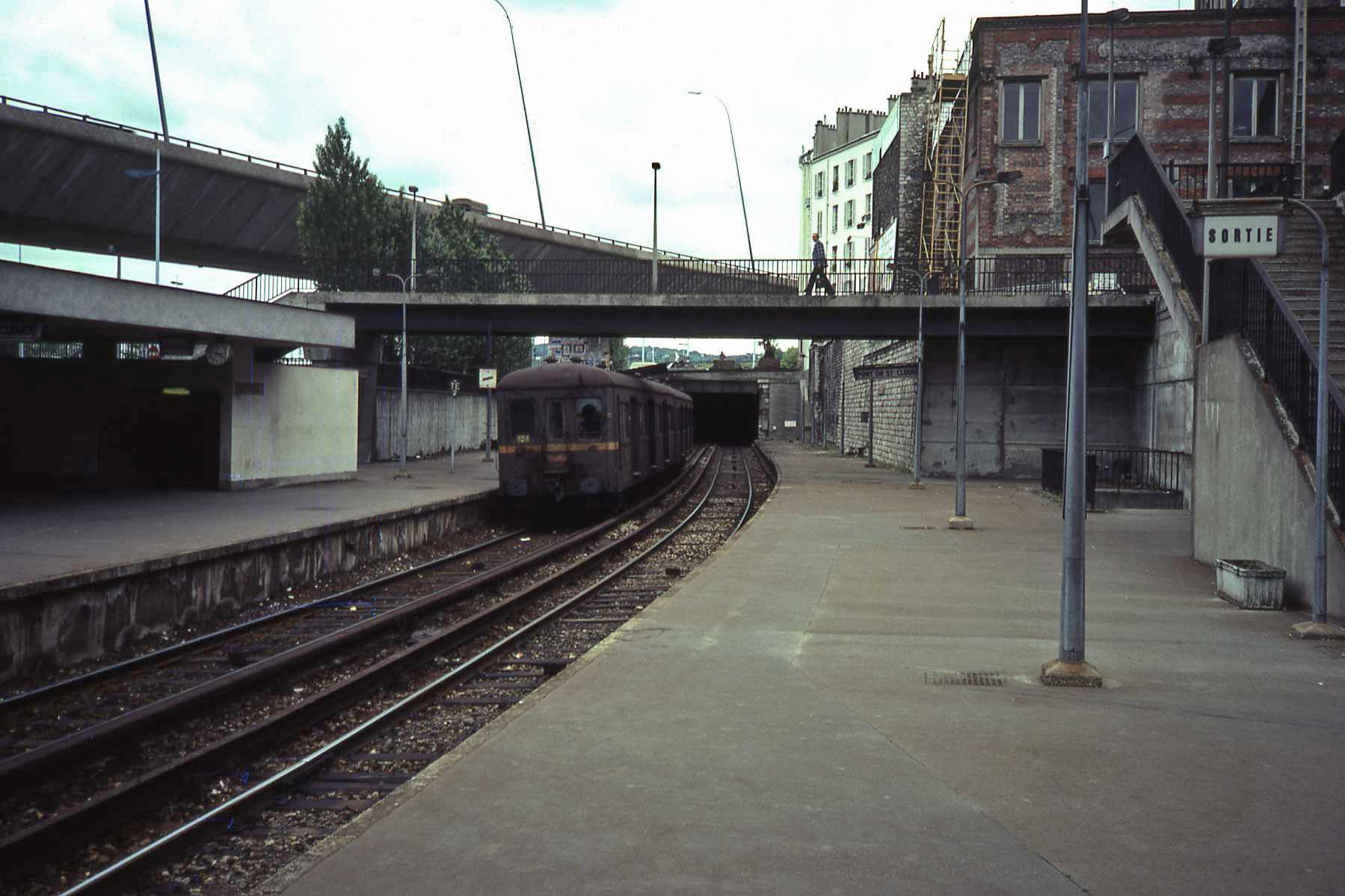
1982年的穆里诺线, 圣克卢桥站 (现名圣克卢公园站)

1928年7月22日, 当局对穆里诺线进行了电气化改造, 配备了650V第三轨供电, 1933年后又增加供电电压为700V. 从那时起, 穆里诺线淘汰了固有的蒸汽机车, 换上了BB 1800机车头和Voitures OCEM « Talbot » 拖卡, 1939年又更换为Z 1200动车, 每日有26班列车往返. 但随后二战爆发, 列车班次大幅缩减为每日8班, 战后更因为公交车和私家车兴起而一蹶不振. 1965年, Z 1200动车更换为Z 1400. 1970年代, 线路的讯号系统被更新为较为现代的信号灯控制. 当时, 线路限速70公里/小时.
1970年代, 穆里诺线所在的圣拉扎尔路网开始进行现代的电气化改造, 各子路网陆续更换为25千伏的架空电缆供电, 唯独穆里诺线迟迟没有动静. 尽管1973年后, 国铁局在当地政府的要求下增加了列车班次, 增加轨道电压为750V, 但该线的客流量始终维持在较低水平, 客流量最大的车站一天也不过1490人出入, 而直到1983年, 全线的日客流量也不到5000人. 这样一条低流量的线路因此也缺乏必要的维护, 设施破旧老化, 列车速度慢并且寿命基本到头. 1985年, 原本适用于1500伏架空电缆供电的动车组Z 5100投入穆里诺线使用, 结果由于电力制式不同而导致列车性能极差, 使用率更低了.
进入1980年代, 乘坐穆里诺线的乘客只剩下前往塞冈岛 (Île Seguin) 雷诺公司的上班族, 1992年3月31日公司迁址后, 这条线路已不具有多少吸引力了. 次年5月21日, 国铁局关闭了穆里诺线.

### 从郊铁到有轨电车

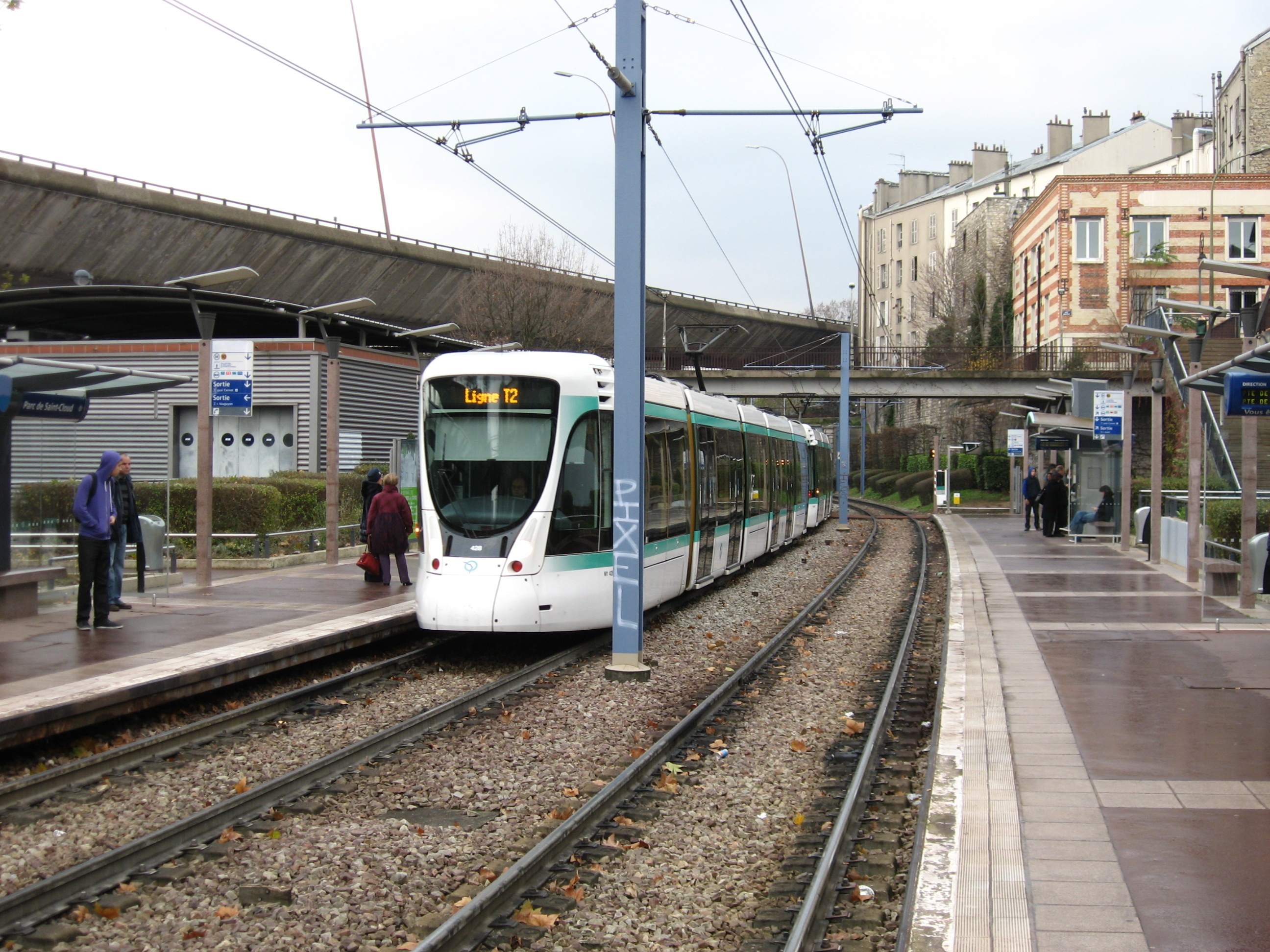
圣克卢公园站, 27年之后

事实上, 在穆里诺线关闭之前, 人们就设想和研究过多个方案, 来解决这条线路的糟糕状况. 比方说, 连接穆里诺线和已经弃用数十年的巴黎环城铁路 (Ligne de Petite Ceinture), 组成一条新线, 但20年过去了都没有下文. 1971年, 法兰西岛运输联合会 (Syndicat des transports d'Île-de-France, STIF) 提出将穆里诺线北延至拉德芳斯, 南延衔接上巴黎环城铁路. 1979年, RATP和SNCF开始共同研究兴建有轨电车的问题. 1988年, 它们又设想将线路转变为VAL自动驾驶系统, 快速连接拉德芳斯和里昂车站. 同年, SNCF又想把该线也改造成25千伏架空电缆供电, 然后并入C线, 但终因成本太高放弃. 最终, 根据RATP当时营运法兰西岛有轨电车1号线的经验, 和穆里诺线实际的交通需求, SNCF决定将这条线路转交给RATP, 让RATP对其进行有轨电车化改造. 
1991年10月23日, 有轨电车化改造计划提交给STIF进行研究. 1993年3月18日, 经过商讨, 线路资讯对公众发布, 预定在1996年投入使用. 
工程在1993年9月开始, 但次年却受到皮托市政府官员的苛求, 要求线路北延段进行大幅整改, 以削减对周边带来的影响. 双方为此还进行了法律诉讼, 尽管最终判决政府官员败诉, 但工期因此延误了6-8个月. 
有轨电车化工程在国铁的旧铁道上进行, 3-4个车站被翻新, 原来提供电力的第三轨被移除, 原有的信号灯也被移走, 位于伊西的高架桥被重建, 3个平交道口被移除或改造, 兴建了3个新车站. 原有的站屋虽然已经移作它用, 但均被保留下来. 国铁拉德芳斯站地底月台经过整理, 给这条即将开通的有轨电车2号线腾出终点位置, 并预留给未来延伸段之用. 
1997年7月2日, 2号线建成通车. 至此, 包括线路用车, 工程已经花费了9452万欧元. 通车伊始, 日客流量很快就超过了预计中的27000人, 并因此出现了饱和状况. RATP为此增长月台长度, 更换载客量更大的列车, 运载量因此增加了1/3. 

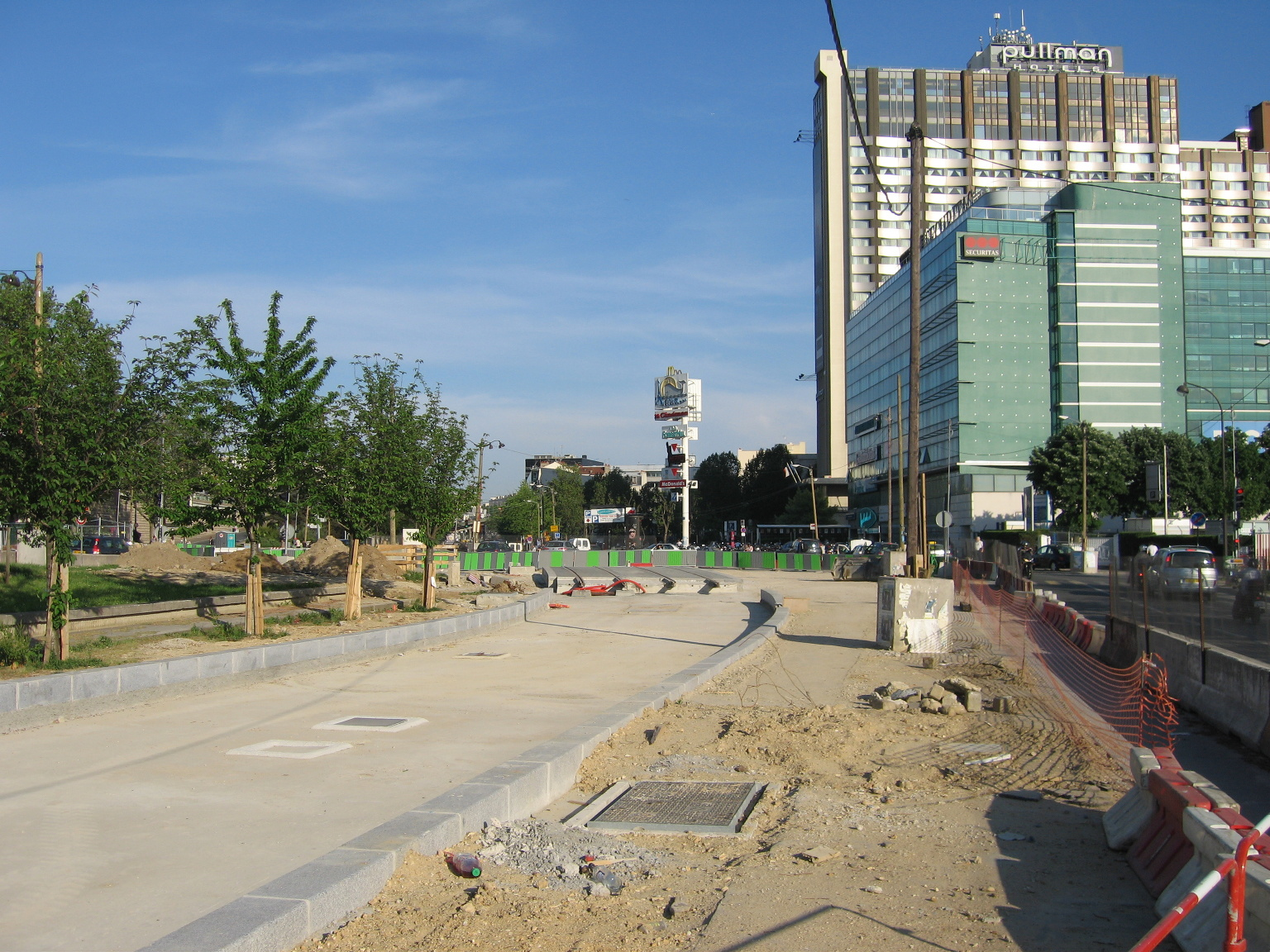
2008年南延段在塞夫尔门附近的工地

### 延伸至凡尔赛门
为了方便通勤族来往拉德芳斯和巴黎城南一带, 2号线向南延伸2.3公里至凡尔赛门的计划被包含在新世纪头七年规划项目当中, 延伸段包含4个新车站, 预计花费1.03亿欧元. 虽然民意调查显示, 居民希望2号线能够行走环城铁路, 而不是止于凡尔赛门, 但根据环保法令L126-1条, 最终决定仅延伸到凡尔赛门, 以不影响环境为宜. 
延伸工程自2005年8月开始其准备阶段. 2006年5月至12月, C线的车辆保养区基线被移走, 延伸段线路从C线下方隧道穿过, 从马路上方铁路桥越过, 从2008年1月至2009年8月, 有轨电车路所在的马路路面进行了整理, 2009年11月21日, 延伸段建成通车.

### 延伸至贝松桥
2号线于2012年11月19日向北延伸至贝宗 (Bezons), 相关工程已于2008年10月开工. 该北延段长达4.2公里, 包括7个新车站, 穿越6个市镇: 皮托, 库布瓦 (Courbevoie), 加伦白鸽城 (La Garenne-Colombes), 白鸽城, 楠泰尔 (Nanterre) 和贝宗, 与地铁1号线, RER A线和远郊铁路相衔接. 该延长计划将服务32000名居民和19000个岗位. 并且与法兰西岛的城市迁移计划相平行.
该北延段计划耗资2.234亿欧元, 其中, 法兰西岛大区承担1.184亿, 国家承担3880万, 上塞纳省承担1980万, 瓦兹河谷省承担1300万, RATP承担3340万. 新增列车额外耗资5300万欧元, 由RATP出资. 这些财政方案在2006年12月13日会议通过.

## 线路走向与车站列表
|  |   |  |                                             |                                               |          |               |                                           |
|  |   |  | 车站                                        | 经纬度                                        | 区域环数 | 途经城镇      | 转乘其他列车                              |
|  | o |  | 贝松桥 Pont de Bezons                       | 48°55′24″N 2°13′03″E / 48.923294°N 2.217543°E | 4        | 贝松          |                                           |
|  | o |  | 皮埃尔·拉格拉维尔公园 Parc Pierre Lagravère | 48°55′04″N 2°13′28″E / 48.917654°N 2.224495°E | 3        | 白鸽城        |                                           |
|  | o |  | 维克托·巴赫 Victor Basch                    | 48°54′51″N 2°13′46″E / 48.914101°N 2.229366°E | 3        | 白鸽城        |                                           |
|  | o |  | 杰奎琳·奥利奥 Jacqueline Auriol             | 48°54′38″N 2°14′03″E / 48.910645°N 2.234065°E | 3        | 白鸽城        |                                           |
|  | o |  | 夏尔城 Charlebourg                          | 48°54′29″N 2°14′16″E / 48.908022°N 2.237863°E | 3        | 加伦白鸽城    | (须出站换乘)                              |
|  | o |  | 福维尔 Les Fauvelles                        | 48°54′09″N 2°14′22″E / 48.902451°N 2.239451°E | 3        | 加伦白鸽城    |                                           |
|  | o |  | 拱门市郊 Faubourg de l'Arche                | 48°53′48″N 2°14′24″E / 48.896639°N 2.240138°E | 3        | 库布瓦        |                                           |
|  | o |  | 拉德芳斯 La Défense                         | 48°53′34″N 2°14′14″E / 48.892886°N 2.237358°E | 3        | 皮托          | (M) · (1) · (RER) · (A) · [T] · [L] · [U] |
|  | o |  | 皮托 Puteaux                                | 48°53′00″N 2°14′02″E / 48.88322°N 2.23378°E   | 3        | 皮托          | [T] · [L] · [U]                           |
|  | o |  | 观景台 Belvédère                            | 48°52′33″N 2°13′33″E / 48.87597°N 2.22592°E   | 3        | 叙雷讷        |                                           |
|  | o |  | 叙雷讷-长田 Suresnes — Longchamp            | 48°52′05″N 2°13′17″E / 48.86816°N 2.22141°E   | 3        | 叙雷讷        |                                           |
|  | o |  | 山丘 Les Coteaux                            | 48°51′25″N 2°13′14″E / 48.85684°N 2.22046°E   | 3        | 圣克卢        |                                           |
|  | o |  | 米隆 Les Milons                             | 48°50′59″N 2°13′16″E / 48.84981°N 2.22122°E   | 3        | 圣克卢        |                                           |
|  | o |  | 圣克卢公园 Parc de Saint-Cloud              | 48°50′35″N 2°13′19″E / 48.84307°N 2.22182°E   | 3        | 圣克卢        | (须出站换乘)                              |
|  | o |  | 塞夫尔博物馆 Musée de Sèvres                | 48°49′42″N 2°13′32″E / 48.82831°N 2.22543°E   | 3        | 圣克卢 塞夫尔 | (须出站换乘)                              |
|  | o |  | 小玩意 Brimborion                           | 48°49′20″N 2°13′53″E / 48.82229°N 2.23130°E   | 3        | 塞夫尔 默东   |                                           |
|  | o |  | 默东塞纳河 Meudon-sur-Seine                 | 48°49′09″N 2°14′22″E / 48.81919°N 2.23933°E   | 3        | 默东          |                                           |
|  | o |  | 穆利诺 Les Moulineaux                       | 48°49′17″N 2°15′05″E / 48.82151°N 2.25132°E   | 2        | 伊西雷穆利诺  |                                           |
|  | o |  | 雅克-亨利·拉提格 Jacques-Henri Lartigue     | 48°49′29″N 2°15′38″E / 48.82465°N 2.26044°E   | 2        | 伊西雷穆利诺  |                                           |
|  | o |  | 伊西塞纳河谷 Issy — Val de Seine            | 48°49′47″N 2°15′47″E / 48.82983°N 2.26314°E   | 2        | 伊西雷穆利诺  | [T] · (C)                                 |
|  | o |  | 亨利·法尔蒙 Henri Farman                    | 48°50′05″N 2°16′14″E / 48.83479°N 2.27045°E   | 1        | 巴黎十五区    |                                           |
|  | o |  | 苏珊·朗里昂 Suzanne Lenglen                 | 48°49′59″N 2°16′38″E / 48.83312°N 2.27715°E   | 1        | 巴黎十五区    | (须出站换乘)                              |
|  | o |  | 伊西门 Porte d'Issy                         | 48°49′55″N 2°16′52″E / 48.83184°N 2.28102°E   | 1        | 巴黎十五区    | (须出站换乘)                              |
|  | o |  | 凡尔赛门 Porte de Versailles                | 48°49′55″N 2°17′15″E / 48.83196°N 2.28740°E   | 1        | 巴黎十五区    | (M) · (12) · (T) · (3)                    |

(以上车站和城镇中文名并非官方译名)

## 使用车型
2号线启用伊始, 和1号线一样使用标准法式有轨电车 (Tramway français standard, TFS), 但通车几年后便出现饱和状况, 尤其是在高峰期, 于是从2002年开始, 固有的TFS逐步转给1号线使用, 自身则更换为西塔迪 302型有轨电车 (Citadis 302), 共计投入13辆. 而次年, RATP又订购了13辆Citadis 302, 以便于从2005年9月5日起, 使用的列车可以两列重联, 这样可以缓解高峰期的线路负载. 相应的, 月台长度从原先的30米延长到65米. 这些项目总共耗资1448万欧元. 
后来, 为了应对2号线向南和向北延伸所带来的客流增长, 2007年4月, RATP再次订购了34辆Citadis 302有轨电车. 其中, 16辆用于南延段, 18辆预留用于未来的北延段. 16辆新增列车的投递于2008年9月26日至2009年5月31日完成, 另外那18辆要等到位于白鸽城 (Colombes) 的新车厂落成之后才能投递, 否则位于伊西穆里诺的车厂无法容纳太多的车辆. 
另外, 2009年, 2号线预计延长到凡尔赛门, 终点3个站的路段将和城市马路共线, 而Citadis 302固有的自动挂钩车头较为尖锐, 对行人和其它车辆带来了潜在的安全隐患. 为此, 固有的Citadis 302车头被改造成新的平滑样式.

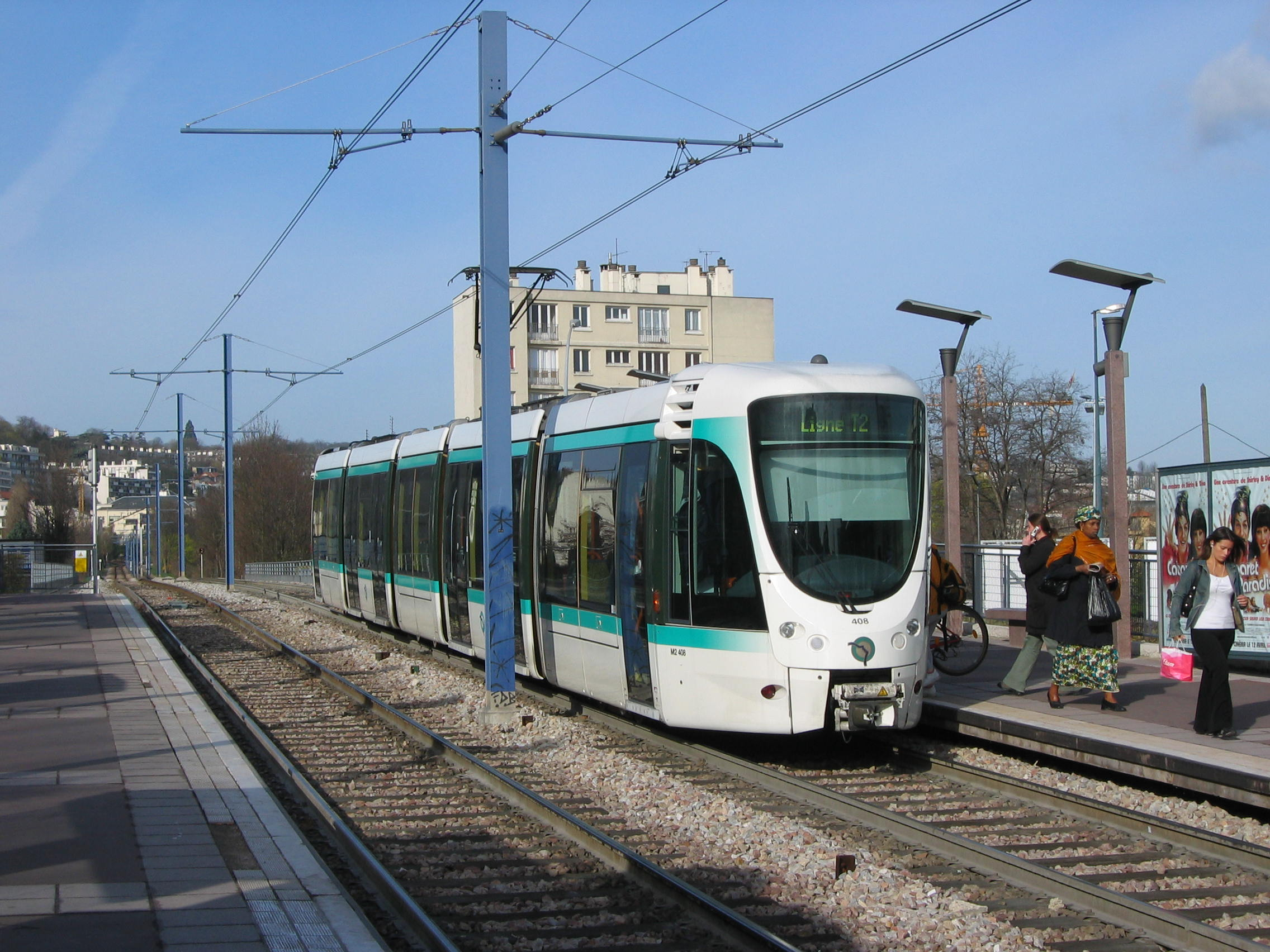
Citadis 302行驶在伊西穆里诺
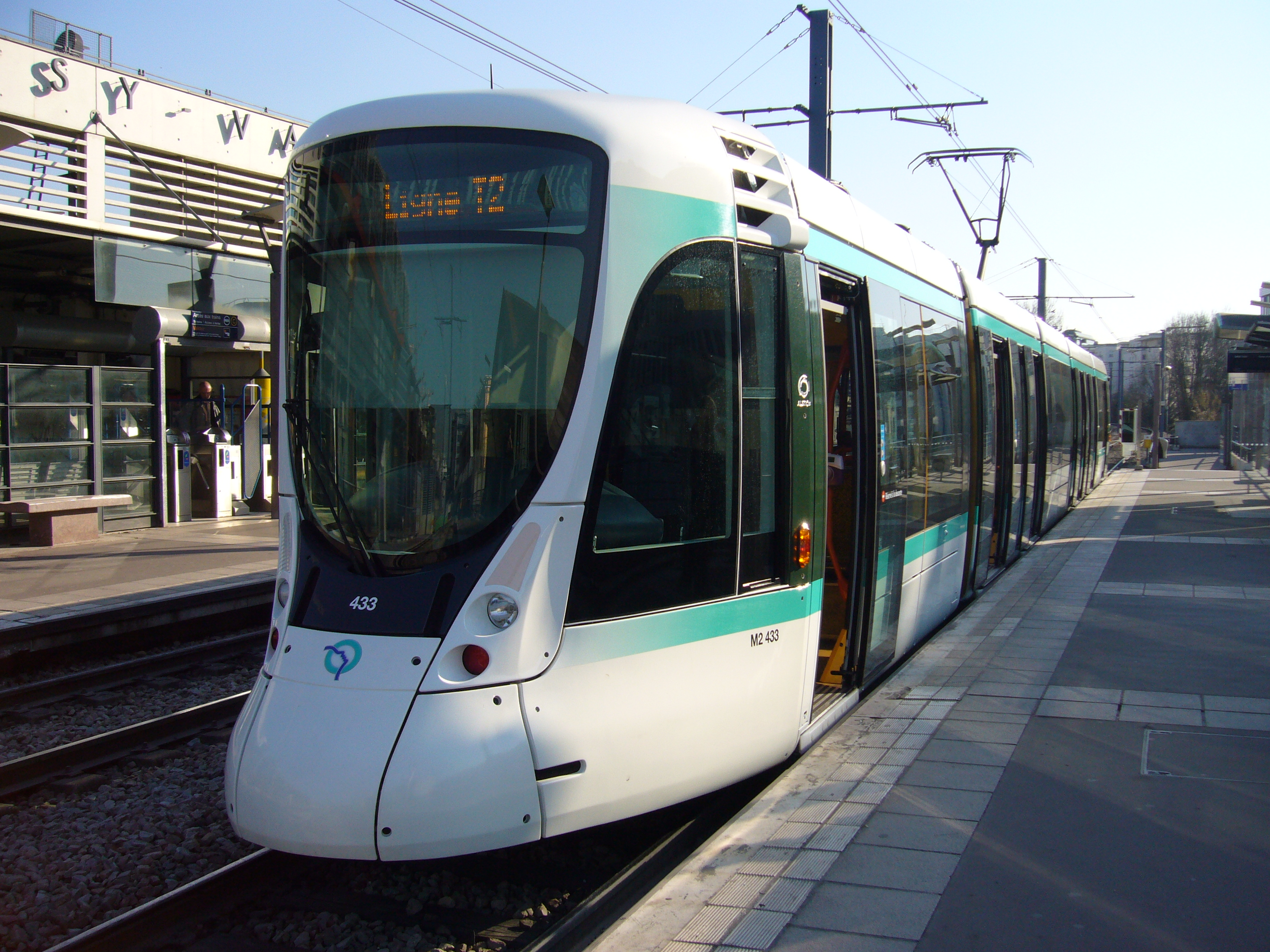
Citadis 302的新车头
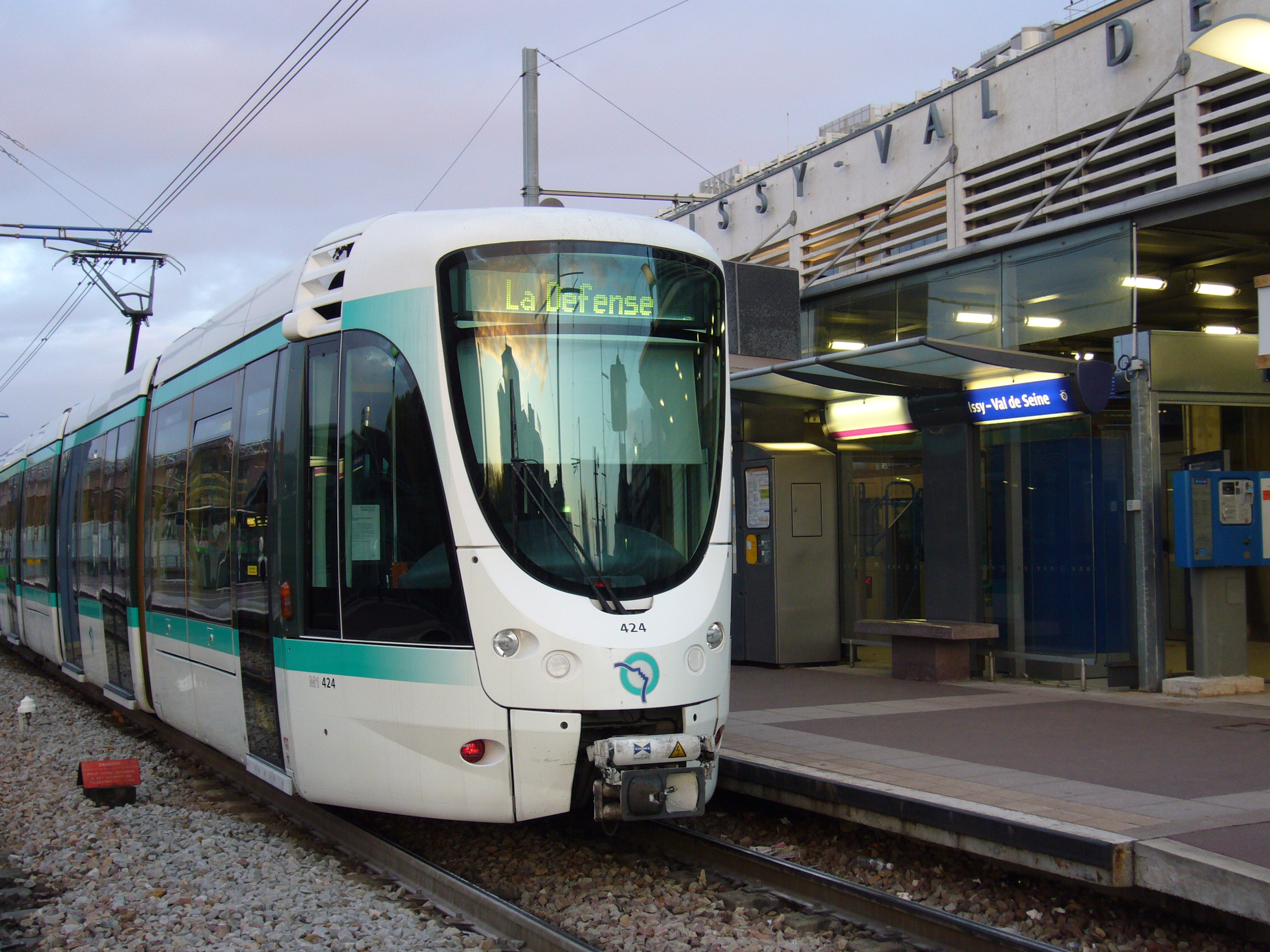
Citadis 302在伊西塞纳河谷
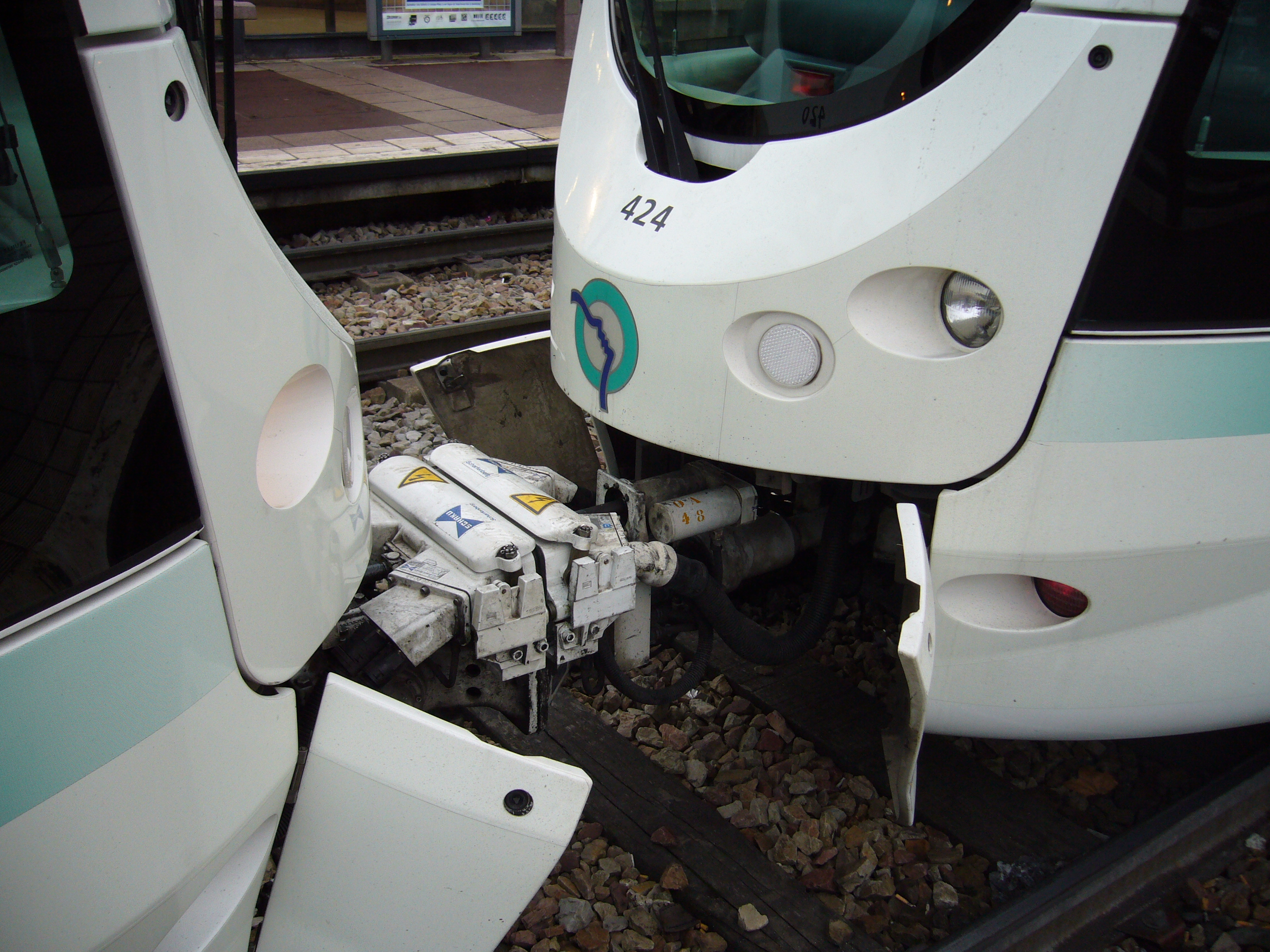
Citadis 302重联
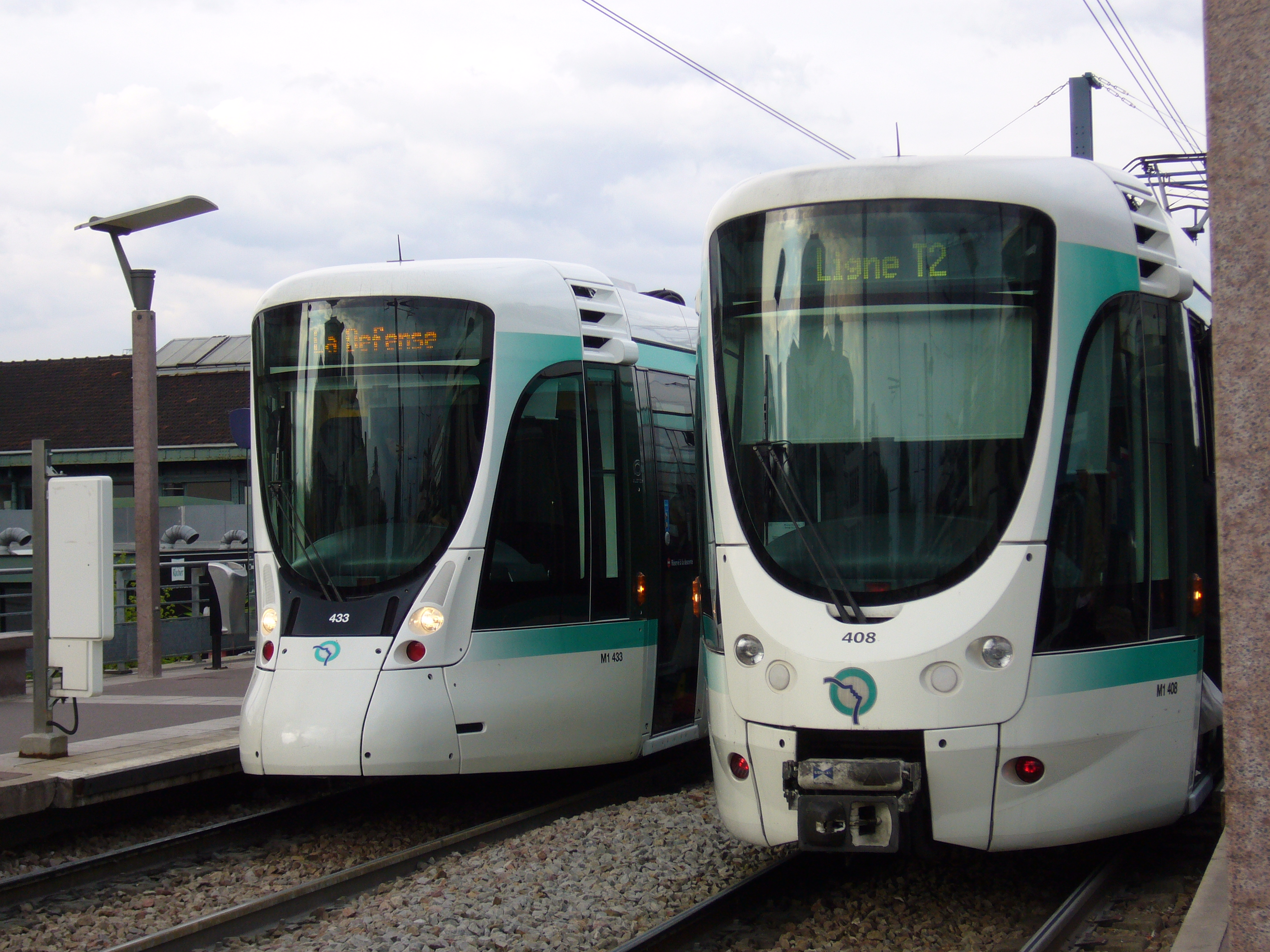
Citadis 302的老车和新车
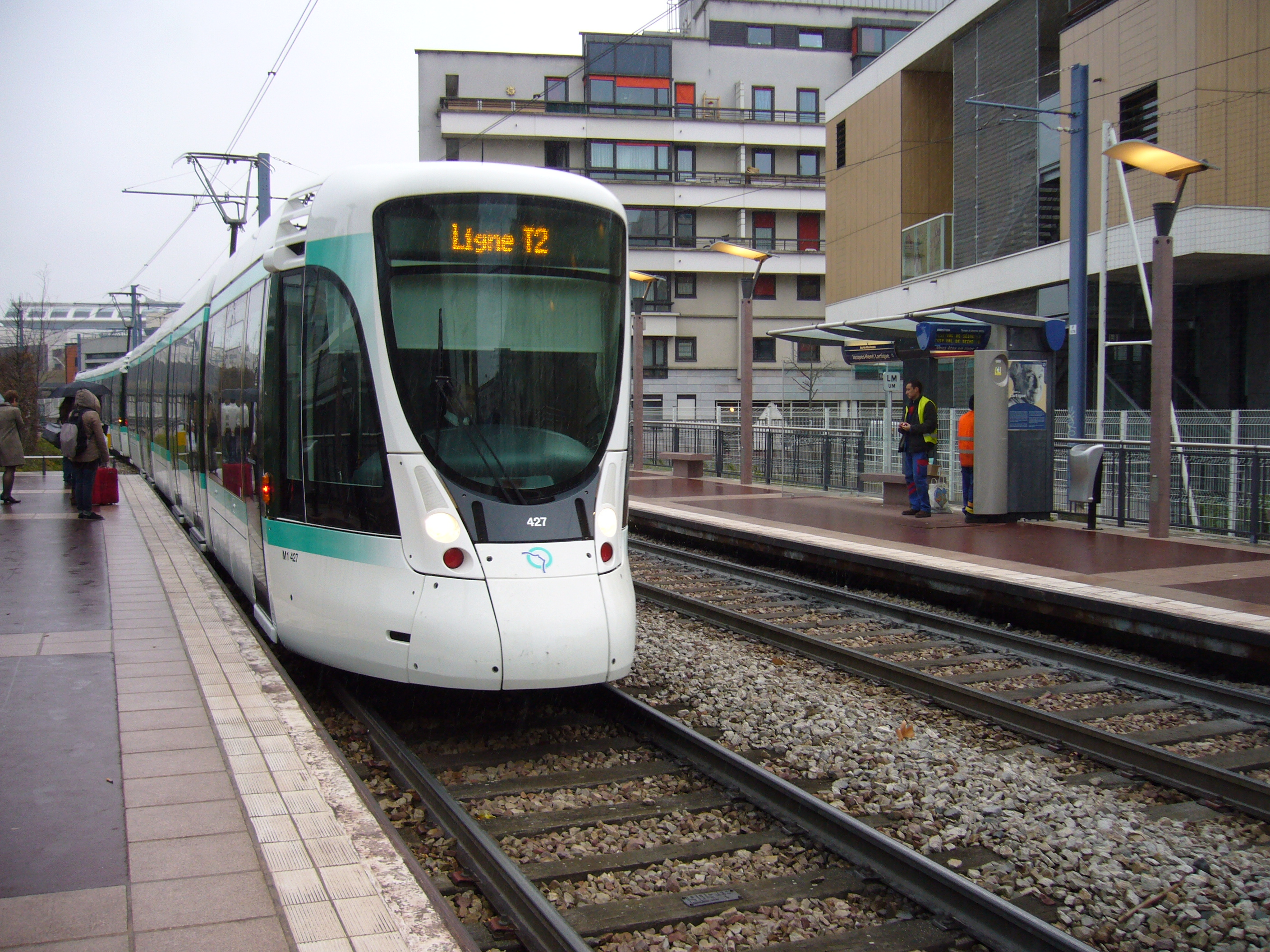
Citadis 302的新车头
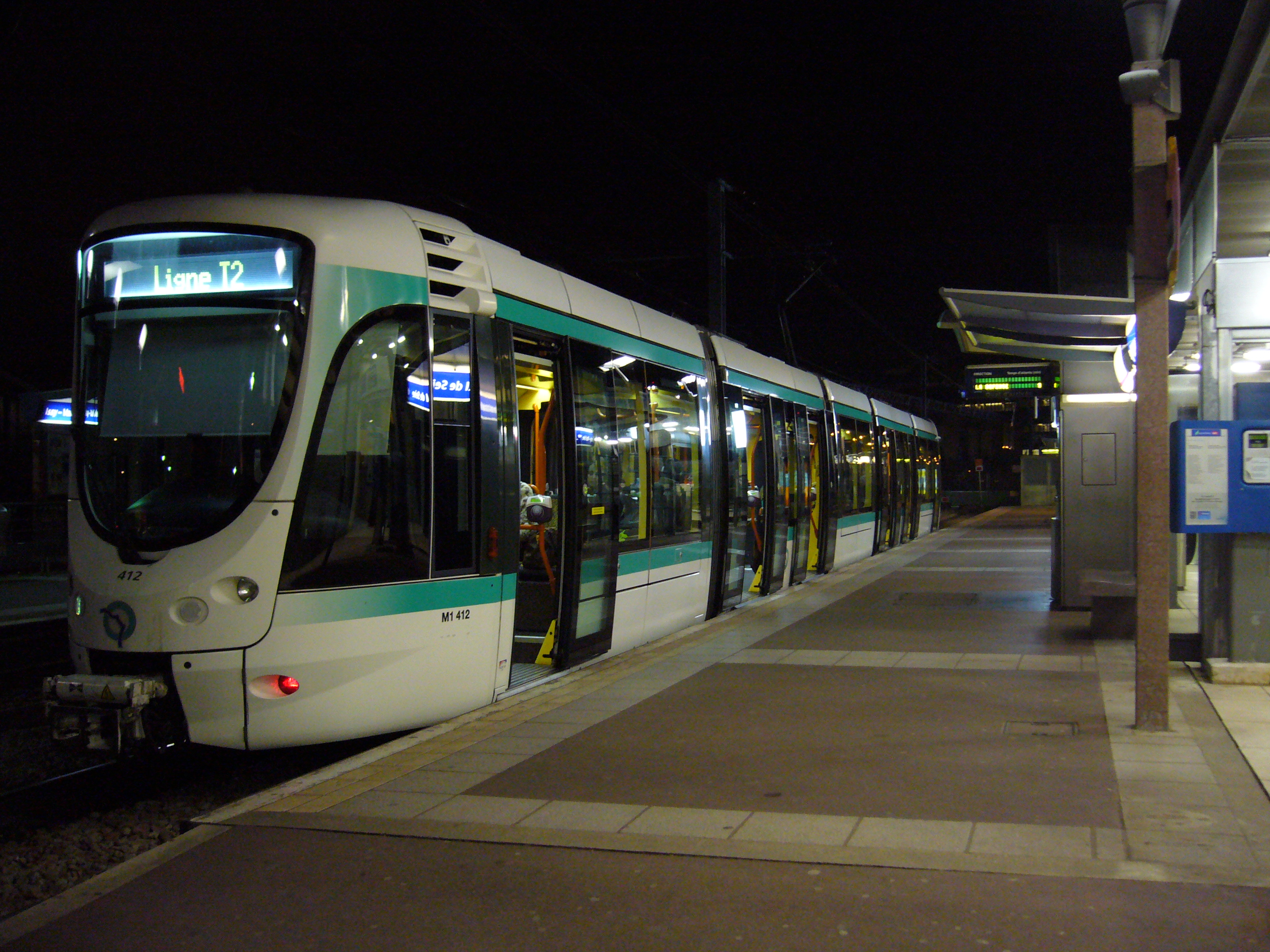
夜色中的Citadis 302
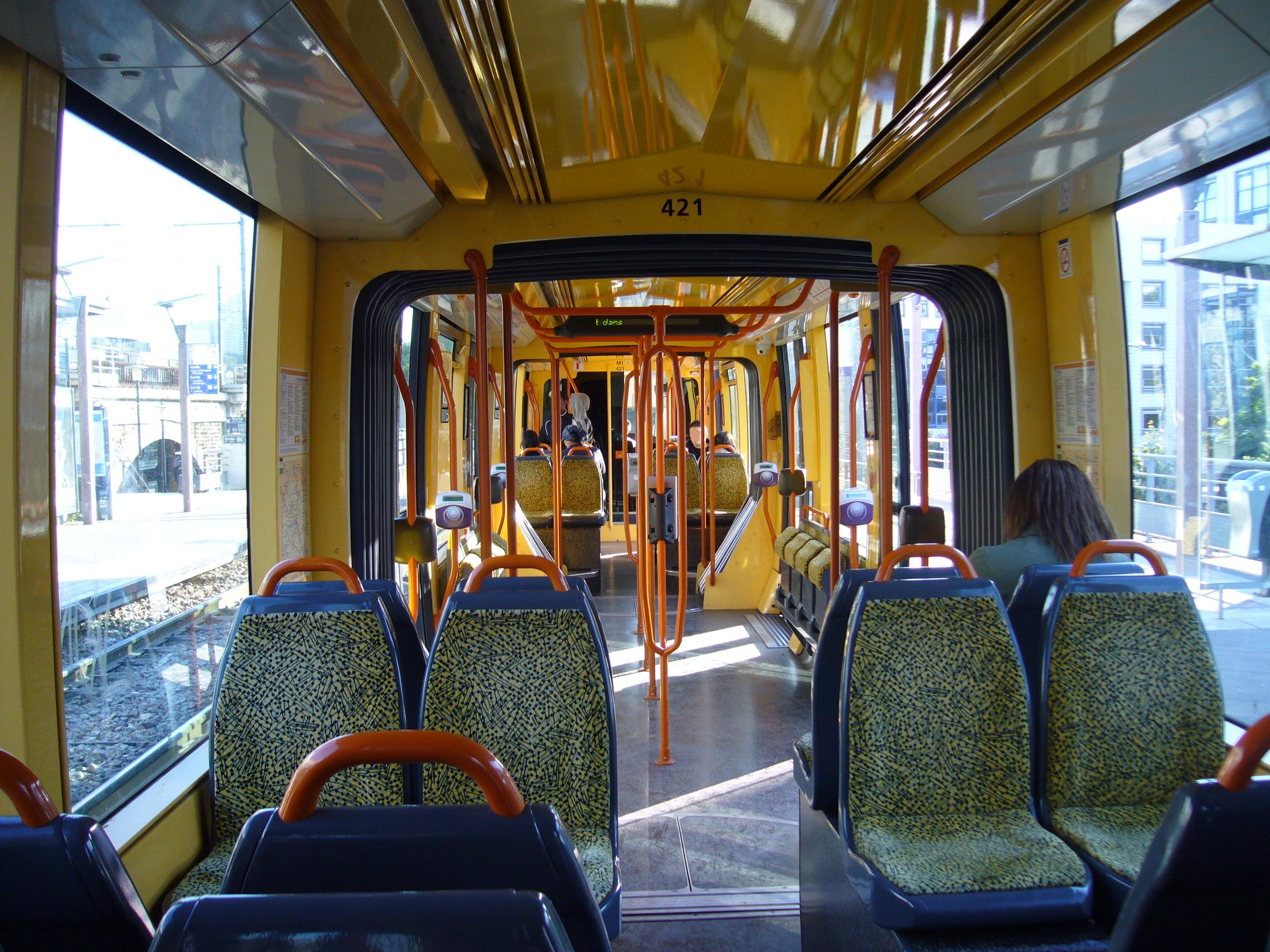
Citadis 302内景

现有的Citadis 302有轨电车长32.2米, 拥有48个座位, 其中16个为折叠式, 最大载客量为213人. 车内还配备了空调, 闭路监控, 载客量检测器.

## 使用状况
2号线的客流量大致为1号线的2/3, 和3号线的4/5. 从1998年至2006年, 其客流量增加了一倍多. 这种显著增长很大程度上是由于连接了拉德芳斯商业区, 而这是当年SNCF预计中未曾料及的. 
| 年份            | 1997 | 1998 | 1999 | 2000 | 2001 | 2002 | 2003 | 2004 | 2005 | 2006 |
| 客流量 (百万人) | 3,1  | 8,5  | 10,4 | 12,8 | 14,3 | 15,9 | 15,2 | 16,5 | 19,2 | 19,9 |

## 未来计划

### 北延段二期
2007年2月, 法兰西岛规划办 (SDRIF) 提交了第二期的延长方案, 延长至萨图维尔 (Sartrouville), 和计划中的法兰西岛北环轻轨 (Tangentielle légère Nord) 衔接, 预计在2014年至2020年间完成.

## 周边主要旅游景点
- 拉德芳斯大拱门
- 圣克卢公园（法语：Parc de Saint-Cloud）